# Пудлішкі
Пудлішкі (пол. Pudliszki) — село в Польщі, у гміні Кробя Гостинського повіту Великопольського воєводства.
Населення — 2356 осіб (2011).
У 1975-1998 роках село належало до Лешненського воєводства.

## Демографія
Демографічна структура станом на 31 березня 2011 року:
|          | Загалом | Допрацездатний вік | Працездатний вік | Постпрацездатний вік |
| -------- | ------- | ------------------ | ---------------- | -------------------- |
| Чоловіки | 1203    | 249                | 854              | 100                  |
| Жінки    | 1153    | 207                | 731              | 215                  |
| Разом    | 2356    | 456                | 1585             | 315                  |